# Boris Barrera
Boris Anthony Barrera Moreno  (Santiago de Chile, 3 de mayo de 1970) es un político chileno del Partido Comunista de Chile (PCCh). Diputado por el distrito nº9, Región Metropolitana de Santiago, por los períodos 2018-2022 y 2022-2026.

## Biografía
Nació en Santiago de Chile, el 3 de mayo de 1970. Es hijo del sindicalista Dolores Iginio Barrera Arriaza, y de la dirigente social Aída De Lourdes Moreno Reyes. Es el segundo de cinco hermanos.
Es casado con Wilma Tatiana Soto López. Tiene tres hijos.
Estudió en la Escuela Básica E N.° 340 y en el Liceo Industrial Benjamín Dávila Larraín, del cual egresó como Técnico en Electrónica. Posteriormente, ingresó a la universidad para estudiar Ingeniería en Ejecución Industrial.

### Carrera política
A los 13 años inició su militancia en las Juventudes Comunistas y posteriormente en el Partido Comunista de Chile.
Desde su juventud participó en la formación de sindicatos y se desempeñó como dirigente vecinal. Fue miembro del Comité de Allegados que dio origen a la Población Santa Emilia de Renca.
Es fundador e integrante histórico del Centro Cultural y Educacional “La Nueva Escuela”, de la comuna de Renca.
En 2017, su partido le solicitó asumir una candidatura a la Cámara de Diputados por el 9.º Distrito, que comprende las comunas de Conchalí, Renca, Huechuraba, Cerro Navia, Quinta Normal, Lo Prado, Recoleta e Independencia, de la Región Metropolitana de Santiago.
En las elecciones parlamentarias celebradas el 19 de noviembre de 2017 resultó elegido con 4.347 votos, equivalentes al 1,29% del total de sufragios.
Integró las comisiones permanentes de Desarrollo Social, Superación de la Pobreza y Planificación; y Economía, Fomento, Micro, Pequeña y Mediana Empresa, Protección de los Consumidores y Turismo.
Resultó reelecto en los comicios parlamentarios de 2021 para el período 2022-2026 con el 2,33% de los votos. Actualmente integra las Comisiones legislativas de Hacienda, Economía y Zonas Extremas. Además, es subjefe de la bancada Comunista, FRSV e Independientes.

## Historial electoral

### Elecciones parlamentarias de 2017
- Elecciones parlamentarias de 2017 a Diputado por el distrito 9 (Cerro Navia, Conchalí, Huechuraba, Independencia, Lo Prado, Quinta Normal, Recoleta y Renca)[3]

### Elecciones parlamentarias de 2021
- Elecciones parlamentarias de 2021 a Diputado por el distrito 9 (Cerro Navia, Conchalí, Huechuraba, Independencia, Lo Prado, Quinta Normal, Recoleta y Renca)[4]